# Sgamna
Sgamna (franska: Sgamna (CR), Sgamna (Commune Rurale), arabiska: رأس العين الشاوية) är en kommun i Marocko.   Den ligger i provinsen Settat och regionen Casablanca-Settat, i den norra delen av landet, 150 km söder om huvudstaden Rabat. Antalet invånare är 9 747.